# Altzaga
Altzaga és un petit municipi rural de la província de Guipúscoa (País Basc).
Compte amb una extensió de 2,53 km² i una població de 148 habitants (2004).Se situa en la part centre-sud de Guipúscoa dins de la comarca del Goierri.
El municipi limita al nord amb Legorreta, a l'est amb Baliarrain i Gainza, al sud amb Zaldibia i a l'oest amb Isasondo i Arama. La capital de la comarca, Beasain, està a 6,5 km en direcció oest. La capital provincial, Sant Sebastià se situa a 41 km.
El poble més proper és Arama que està a 1,6 km de distància. A Alzaga s'arriba després de prendre la sortida d'Arama i Ordizia en l'A-1 (antiga N-1) i després de recórrer uns pocs centenars de metres per la GI-2131, prendre la carretera GI-3871 que ascendeix fins al poble després de travessar Arama.

## Persones il·lustres
- Antton Ibarguren (1949-1989): advocat i polític. Diputat del Congrés per Herri Batasuna (1980-82).